# Federica Stufi
Federica Stufi est une joueuse italienne de volley-ball née le 22 mars 1988 à Florence. Elle mesure 1,86 m et joue au poste de centrale.

## Clubs
| Club                   | Pays   | De        | À         |
| ---------------------- | ------ | --------- | --------- |
| Club Italia            | Italie | 2004-2005 | 2005-2006 |
| Esperia Cremona        | Italie | 2006-2007 | 2007-2008 |
| Bigmat Kerakoll Chieri | Italie | 2008-2009 | 2008-2009 |
| River Piacenza         | Italie | 2009-2010 | 2009-2010 |
| Volleyball Santa Croce | Italie | 2010-2011 | 2010-2011 |
| Villa Cortese          | Italie | 2011-2012 | 2011-2012 |
| Volley 2002 Forlì      | Italie | 2012-2013 | 2012-2013 |
| Volley Bergamo         | Italie | 2013-2014 | …         |

## Palmarès

### Équipe nationale
- Championnat d'Europe des moins de 20 ans
  - Vainqueur : 2006.

### Clubs
- Coupe d'Italie
  - Finaliste : 2014.

### Récompenses individuelles
- Championnat d'Europe féminin de volley-ball des moins de 20 ans 2006: Meilleure contreuse.